# 4849 Арденна
4849 Арденна (1936 QV, 1981 SM5, 4849 Ardenne) — астероїд головного поясу, відкритий 17 серпня 1936 року.
Тіссеранів параметр щодо Юпітера — 3,597.